# 萨利纳岛

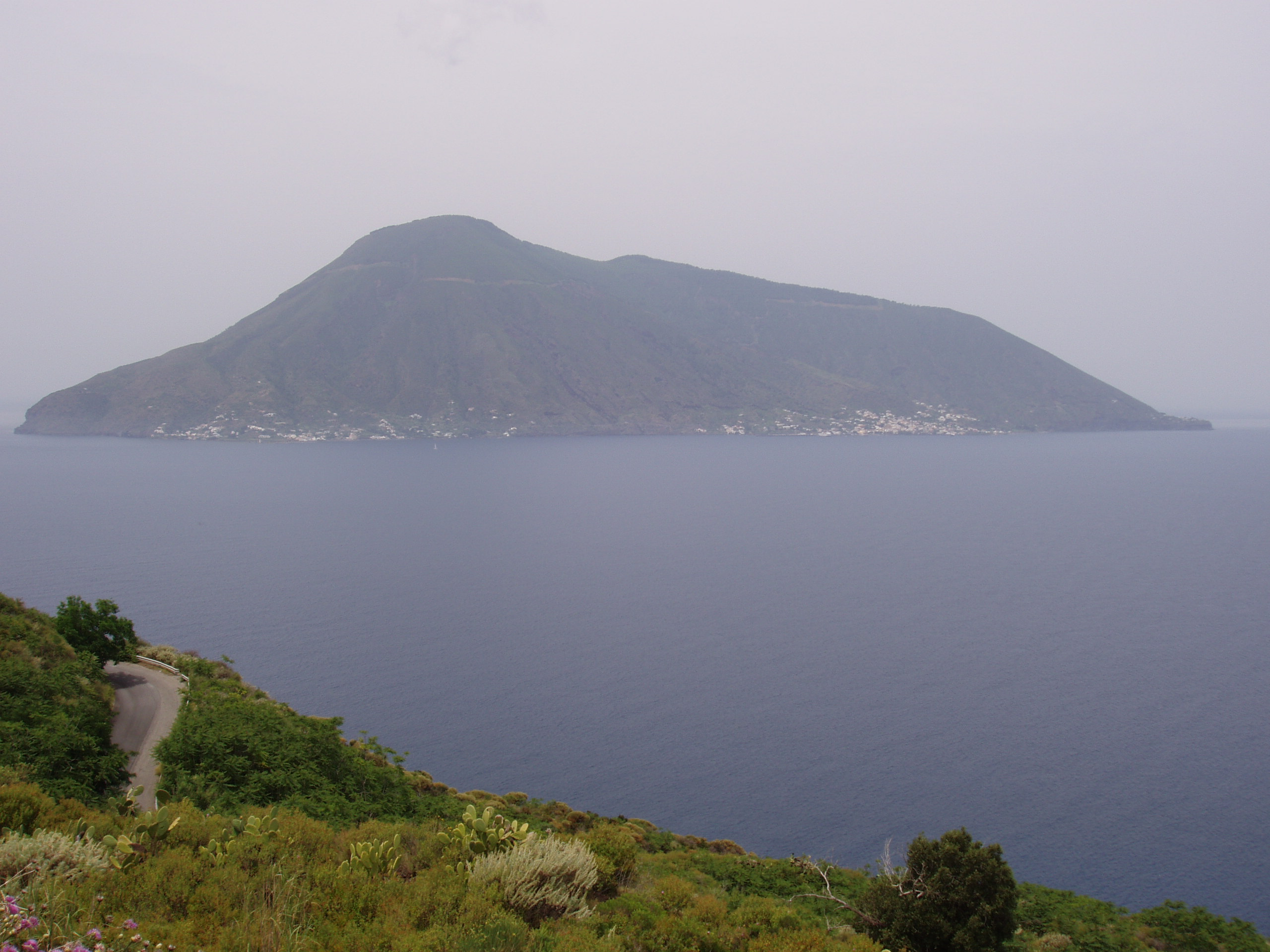
萨利纳岛

萨利纳岛（義大利語：Salina）是意大利南部西西里岛北侧伊奥利亚群岛中的一个岛屿，也是该群岛中的第二大岛。 
目前岛上大约有4,000居民。 
38°33′55″N 14°50′00″E / 38.56528°N 14.83333°E